# Banco (1975)
Banco è il quarto album in studio del gruppo musicale italiano Banco del Mutuo Soccorso, pubblicato nel 1975.

## Descrizione
Noto anche come Banco IV, consiste in una raccolta di brani estratti dal primo e dal terzo album del gruppo, rispettivamente Banco del Mutuo Soccorso e Io sono nato libero.
In particolare:
- Leave me alone è la traduzione di Non mi rompete (Io sono nato libero);
- Nothing's the Same è la traduzione di Dopo...niente è più lo stesso (Io sono nato libero);
- Anche Traccia II è riproposta dallo stesso album;
- Outside è la versione inglese di R.I.P. (Requiescant in pace), apparsa in Banco del Mutuo Soccorso;
- Lo stesso vale per Metamorphosis.

Gli unici inediti sono Chorale (from Traccia's Theme) e L'albero del pane, con testi in italiano. Tutti i brani sono stati registrati per l'occasione con nuovi arrangiamenti, eccetto il brano conclusivo Traccia II che viene riproposto identico all'incisione originale.
L'album è stato prodotto, anche per il mercato internazionale, dall'etichetta Manticore Records di Greg Lake e Keith Emerson. Le traduzioni sono state affidate alla cantante e paroliera americana Marva Jan Marrow.

## Tracce
Testi di Francesco Di Giacomo e Vittorio Nocenzi, musiche di Vittorio Nocenzi, testi in inglese (B2 e B3) di Marva Jan Marrow.
Lato A
1. Chorale (From Traccia's Theme) – 2:30 – Brano strumentale
2. L'albero del pane (The Bread Tree) – 4:45
3. Metamorphosis – 14:54

Durata totale: 22:09
Lato B
1. Outside – 7:42
2. Leave Me Alone – 5:20
3. Nothing's the Same – 9:58
4. Traccia II – 2:42 – Brano strumentale

Durata totale: 25:42

## Formazione
- Francesco Di Giacomo - voce
- Vittorio Nocenzi - organo Hammond, sintetizzatore
- Gianni Nocenzi - pianoforte, clarinetto, sintetizzatore
- Rodolfo Maltese - chitarra elettrica, chitarra acustica, tromba, voce
- Renato D'Angelo - basso, chitarra acustica
- Pierluigi Calderoni - batteria, percussioni

note aggiuntive
- Banco del Mutuo Soccorso - arrangiamenti
- Martin Rushent, Andy Hendricksen e Roberto Satti - ingegneri del suono
- Francesco Sanavio - coordinamento
- Vittorio Nocenzi - produzione[3]

## Classifiche
Album
| Anno | Classifica              | Posizione raggiunta |
| ---- | ----------------------- | ------------------- |
| 1975 | Hit parade Italia Album | 12                  |